# Xã Todd, Quận Fulton, Pennsylvania
Xã Todd (tiếng Anh: Todd Township) là một xã thuộc quận Fulton, tiểu bang Pennsylvania, Hoa Kỳ. Năm 2010, dân số của xã này là 1.527 người.